# Leucochilus notaticollis
Leucochilus notaticollis är en skalbaggsart som beskrevs av Ernst Gustav Kraatz 1896. Leucochilus notaticollis ingår i släktet Leucochilus och familjen Cetoniidae. Inga underarter finns listade i Catalogue of Life.